# Филип Смиљанић
Филип Смиљанић је био син Петра Смиљанића, харамбаша котарских Срба, ускочки јунак.
Филип је предводио српске ускоке у борбама против османских турака код Дрниша, Книна, Задварја, на Косову Пољу код Книна, Грахову и код Островице. Био је више пута рањаван у борбама.  Забележено је да га је лечио задарски хирург Никола Мустакели. 
Филип је убијен од стране млетачког војника, плаћеника. Сахрањен је 29. јануара 1656. године у цркви Св. Стошије у Задру.

## Извори
1. ↑  „Срби у Сјеверној Далмацији”. www.tromedja.com. Приступљено 2025-08-15.